# Miestwin
Miestwin – staropolskie imię męskie z regionu Pomorza, złożone z dwóch członów: Miest- ("mścić", jak w imieniu Mścisław, lub być może "miotać" jak w imieniu Miecisław) i -win, równoważnego znaczeniowo członowi "wuj". Byłby to pomorski wariant imienia Mściwuj, Mszczuj lub może Mściwoj.